# Fútbol Club Barcelona (voleibol)
La sección de voleibol del Fútbol Club Barcelona fue creada en 1970 y milita en la Superliga Masculina española tras ascender esta misma temporada 2020/2021. El equipo no es la primera vez que está en la máxima competición del voleibol nacional y en lo que va de siglo ha estado hasta en tres ocasiones y un total de siete temporadas.

## Historia
La sección fue fundada de forma oficial en el año 1970. El equipo consiguió disputarle durante varios años la máxima competición hasta descender en los años 70 y estar danzando por la categoría de plata e inferiores durante varios años.

### El ascenso de 2008
En el año 2008 el FC Barcelona consiguió su ansiado ascenso y el regreso a la máxima categoría del voleibol español. El equipo dirigido por Pedro Lanero no consiguió un buen arranque de competición y fue entonces cuando fue cesado de su puesto para la llegada de Antonio Alemany. Con el nuevo técnico consiguieron clasificarse para la Copa del Rey cayendo en cuartos de final ante Unicaja Almería con un contundente 3-0. Esta participación pronto fue olvidada por el conjunto catalán, ya que un poco después conseguirían la permanencia 'in extremis', pero se pusieron las bases de un equipo sólido para la siguiente temporada.
Las dos siguientes temporadas se consiguió el mismo logro en la Copa del Rey con idéntico resultado: caían siempre en cuartos de final. En 2010 otra vez contra Unicaja Almería y en 2011 contra el CAI Teruel. La diferencia radicó en su posición en la tabla donde la segunda temporada se colocaron en 4ª posición y la tercera en 3ª posición en la competición regular, siendo esta última la mejor clasificación en formato de Superliga hasta la fecha. En ambas ocasiones se llegó a disputar los Play Offs por el título, siendo en la primera apeados en cuartos de final ante el Tarragona SPiSP y en la segunda consiguiendo la plaza para las semifinales tras vencer al Cajasol Juvasa Voley. El equipo, pese a realizar las dos mejores temporadas de su historia en este formato de PlayOffs, tuvo que renunciar a su plaza por cuestiones económicas y descendió a la Superliga 2.

### El ascenso de 2016
Fueron cinco las temporadas que el equipo azulgrana estuvo vagando por la división de plata y que le permitió recomponer su proyecto después de unos años críticos. En la dirección técnica ahora estaba David Lorente y fue con él con el que se consiguió otra vez el ascenso.
El conjunto blaugrana se instaló en la zona noble de la clasificación durante sus dos primeros años e incluso logró plaza para la Copa del Rey de Voleibol aunque perdieron en su primer partido de cuartos de final contra su verdugo, el Unicaja Almería. Fue en la temporada siguiente cuando el equipo acusó las bajas y perdió la categoría, ahora sí, por méritos deportivos. Su undécima plaza fue consagrada en la última jornada con un partido sobre el filo contra el Club Voleibol Melilla en el J.J. Imbroda. El partido terminó con un 3-1 en contra y se consumaba así el descenso.

### El ascenso de 2020
Tras la crisis del COVID-19, la Real Federación Española de Voleibol decidió que para a siguiente campaña ascendieran los dos primeros equipos de la Superliga 2. Ambos disputarían la siguiente temporada con los otros doce equipos que continuarían en la misma competición, sin descensos, al no haber podido terminar la liga regular. Así fue como el equipo de Fredinson Mosquera volvió a Superliga.

## Entrenadores
| Entrenador               | País                | Años        |
| ------------------------ | ------------------- | ----------- |
| Vladimir Bogoevski       | Macedonia del Norte | 1992 - 1994 |
| ¿?                       | ¿?                  | 1994 - 1997 |
| Alejandro Gusano Galindo | España              | 1997 - 2005 |
| Antonio Alemany          | España              | 2005 - 2007 |
| Pedro Lanero             | España              | 2007 - 2008 |
| Antonio Alemany          | España              | 2008 - 2011 |
| Sergi Bosch Brillas      | España              | 2011 - 2016 |
| David Lorente Peña       | España              | 2016 - 2018 |
| Fredinson Mosquera       | Colombia            | 2018 - Act. |

## Palmarés
- 1 Superliga Masculina 2: 2007-08.
- 2 Copa Príncipe: 2008 y 2020
- 6 Ligas Catalanas: 1985, 1991, 1994, 2009-10, 2010-11, 2011-12.
- 1 Superliga Catalana: 2022-23.

- Datos: Q3681588
- Multimedia: Club Voleibol Barcelona (men) / Q3681588